# Dmytrze
Dmytrze (ukr. Дмитре) – wieś na Ukrainie, na terenie obwodu lwowskiego, w rejonie lwowskim (wcześniej w rejonie pustomyckim). Liczy ok. 680 mieszkańców.
Za II RP w powiecie lwowskim (województwo lwowskie). Od 1 sierpnia 1934 należała do gminy Czerkasy.
W pobliżu miejscowości jest przystanek kolejowy Dmytrze.